# A Uma Hora Incerta
A Uma Hora Incerta é um filme de drama luso-francês escrito e realizado por Carlos Saboga e produzido por Paulo Branco. Estreou-se nos cinemas de Portugal a 15 de outubro de 2015.

## Argumento
Durante o Estado Novo, dois refugiados franceses, Boris e Laura, são presos. O inspector Vargas, sente-se atraído pela jovem dama e decide escondê-los em sua casa, num hotel vazio onde vive com a filha, Ilda, e a mulher, gravemente doente. Mas Ilda descobre a presença dos refugiados, e se deixa consumir pelo ciúme, para tenta fazê-los desaparecer a todo o custo.

## Elenco
- Joana Ribeiro como Ilda
- Paulo Pires como Vargas
- Judith Davis como Laura
- Grégoire Leprince-Ringuet como Boris
- Filipa Areosa como Deolinda
- Pedro Lima como Jasmim
- Ana Padrão como Marta
- Joana de Verona como Madalena
- João Paulo Santos como PIDE
- Pedro Crawford como Locutor